# Jusuf Siddik

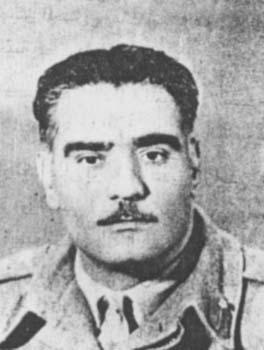

Jusuf Siddik (ur. 1910, zm. 1975) – egipski wojskowy i polityk, uczestnik ruchu Wolnych Oficerów i rewolucji 1952.

## Życiorys
Naukę w Akademii Wojskowej w Kairze ukończył w 1933. Służył w piechocie. W końcu lat 40. XX wieku związał się z Komunistycznym Demokratycznym Ruchem Wyzwolenia. Najpóźniej w 1951 przystąpił także do ruchu Wolnych Oficerów. Według innego źródła Wolni Oficerowie zaprosili go do swojej organizacji dopiero kilka miesięcy przed swoim wystąpieniem, mając nadzieję na wykorzystanie jego kontaktów i umiejętności w czasie przewrotu. Jusuf Siddik był wówczas pułkownikiem-porucznikiem.
W czasie przewrotu Wolnych Oficerów działania Siddika w znacznej mierze zadecydowały o powodzeniu zamachu stanu. To dowodzone przez niego oddziały zmotoryzowane zajęły siedzibę sztabu generalnego armii egipskiej na godzinę przed czasem wyznaczonym przez spiskowców (być może w wyniku pomyłki). Jak przyznawał później Gamal Abdel Naser, gdyby nie działania Siddika, Wolni Oficerowie mogli zostać aresztowani, a ich zamach stanu udaremniony, o ich planach dowiedział się bowiem minister obrony.
Po udanym przewrocie Siddik wszedł do Rady Rewolucyjnych Dowódców. Szybko jednak znalazł się w opozycji do decyzji tegoż organu. W sierpniu 1952 zaprotestował przeciwko skazaniu na śmierci dwóch robotników kierujących strajkiem w Kafr ad-Dawar. O organizację protestu rząd oskarżył komunistów, w końcu tego samego roku rozpoczął aresztowania przywódców organizacji o tym profilu (w pierwszych miesiącach po rewolucji Wolnych Oficerów mogli oni działać legalnie w ramach Partii Demokratycznej). Siddik, który nadal sympatyzował z komunizmem, w 1953 został wykluczony z Rady. Następnie zmuszono go do wyjazdu z Egiptu, a gdy nielegalnie wrócił do kraju, trafił do aresztu i pozostał w więzieniu do 1956. Według innych źródeł Siddik przebywał początkowo w areszcie, następnie karę zamieniono mu na areszt domowy. Nie wznowił już działalności politycznej.
W ostatnich pięciu latach życia otrzymywał emeryturę państwową na mocy specjalnej decyzji prezydenta Anwara as-Sadata (również uczestnika ruchu Wolnych Oficerów), został również pochowany z pełnym ceremoniałem wojskowym.